# Copa RS de Futsal
A Copa RS de Futsal é uma competição de futsal organizada pela Federação Gaúcha de Futebol de Salão (FGFS), envolvendo clubes gaúchos que disputam a Série Ouro, Série Prata e Série Bronze. O número de participantes varia de edição para edição. A competição dá vaga à Copa do Brasil de Futsal.
O primeiro clube campeão da competição, no naipe masculino, foi a Assoeva, após vencer a AFUCS, de Seberi, em 2019. O maior campeão, até a então edição de 2024, é o Atlântico, com 2 títulos. Completam a galeria dos campeões o Passo Fundo Futsal, o Bento Gonçalves Futsal e a SERCESA, todos com 1 título.
No naipe feminino, ampla vantagem para a Celemaster, com 3 títulos. O Imigrante possui 1 título, e é o único clube a também ganhar a competição feminina.

## Títulos por equipe

### Masculino
| Pos. | Equipe                                   | Títulos         | Vices     | Semifinais      |
| ---- | ---------------------------------------- | --------------- | --------- | --------------- |
| 1º   | Atlântico (Erechim)                      | 2 (2023 e 2024) | 0         | 0               |
| 2º   | SERCESA (Carazinho)                      | 1 (2022)        | 1 (2023 ) | 1 (2020)        |
| 3º   | Assoeva (Venâncio Aires)                 | 1 (2019)        | 0         | 1 (2024)        |
| 3º   | Bento Gonçalves Futsal (Bento Gonçalves) | 1 (2021)        | 0         | 1 (2019)        |
| 5º   | Passo Fundo Futsal (Passo Fundo)         | 1 (2020)        | 0         | 0               |
| 6º   | SER Santiago (Santiago)                  | 0               | 1 (2022)  | 2 (2023 e 2024) |
| 7º   | ACBF (Carlos Barbosa)                    | 0               | 1 (2024)  | 1 (2023)        |
| 8º   | AFUCS (Seberi)                           | 0               | 1 (2019)  | 0               |
| 8º   | AMF (Marau)                              | 0               | 1 (2020)  | 0               |
| 8º   | Figueira (Tupanciretã)                   | 0               | 1 (2021)  | 0               |
| 11º  | SER Alvorada (Alvorada)                  | 0               | 0         | 1 (2019)        |
| 11º  | Guarani (Frederico Westphalen)           | 0               | 0         | 1 (2020)        |
| 11º  | Futsal Canoas (Canoas)                   | 0               | 0         | 1 (2021)        |
| 11º  | Barcelona (Júlio de Castilhos)           | 0               | 0         | 1 (2021)        |
| 11º  | ABF (São Lourenço do Sul)                | 0               | 0         | 1 (2022)        |
| 11º  | La Máquina (São Sepé)                    | 0               | 0         | 1 (2022)        |

### Feminino
| Pos. | Equipe                        | Títulos               | Vices           | Semifinais      |
| ---- | ----------------------------- | --------------------- | --------------- | --------------- |
| 1º   | Celemaster (Uruguaiana)       | 3 (2021, 2023 e 2024) | 1 (2022)        | 0               |
| 2º   | Imigrante (Bento Gonçalves)   | 1 (2022)              | 2 (2023 e 2024) | 0               |
| 3º   | SOGIPA (Porto Alegre)         | 0                     | 1 (2021)        | 2 (2022 e 2023) |
| 4º   | Cristal (Pelotas)             | 0                     | 0               | 1 (2021)        |
| 4º   | Palestra (Erechim)            | 0                     | 0               | 1 (2021)        |
| 4º   | Legendárias (Rio Pardo)       | 0                     | 0               | 1 (2022)        |
| 4º   | AVGF (Caxias do Sul)          | 0                     | 0               | 1 (2023)        |
| 4º   | Ideau Feminy (Getúlio Vargas) | 0                     | 0               | 1 (2024)        |
| 4º   | Benfica (Bagé)                | 0                     | 0               | 1 (2024)        |